# Jeanie Buss
Jeanie Marie Buss (Santa Monica, 26 settembre 1961) è una dirigente sportiva statunitense, proprietaria e presidente dei Los Angeles Lakers della National Basketball Association (NBA)..
È la figlia di Jerry Buss, investitore immobiliare ed ex proprietario dei Lakers e di altre attività sportive.

## Biografia
Nata nel 1961 a Santa Monica. All'età di 19 anni ha intrapreso la sua carriera nell'azienda di famiglia come direttrice generale della squadra di tennis professionistica di Los Angeles. In seguito è diventata la proprietaria della squadra di hockey dei Los Angeles Blades.
È stata anche presidente del Great Western Forum prima di diventare vice presidente dei Lakers.
Dopo la morte del padre nel 2013, Buss ha assunto la carica di presidente della squadra e rappresenta i Lakers nel consiglio dei governatori NBA.
Nel 2020 è diventata la prima donna  proprietaria a guidare la sua squadra in un campionato NBA.

## Vita privata
Buss sposò il pallavolista Steve Timmons nel 1990, ma divorziò dopo tre anni. Secondo Buss, "non metto mai il mio matrimonio al primo posto... È sempre stato il business che mi ha attratto".  Ha posato nuda nel numero di maggio 1995 di Playboy. È stata fidanzata con l'ex allenatore dei Lakers ed ex presidente dei New York Knicks Phil Jackson per 4 anni, dopo averlo frequentato dal dicembre 1999.  Il 27 dicembre 2016, Jackson ha parlato di "obblighi professionali e distanza geografica" per giustificare la loro crisi con conseguente rottura.

## Premi e riconoscimenti

### Proprietario
- Campionato NBA: 1

Los Angeles Lakers: 2020